# Podmornica topnjača
Podmornica topnjača je vojaška podmornica, katere edina oborožitev je krovni top.
Ta tip podmornic je le redko uporabljen v začetku podmorniškega bojevanja, saj so kmalu ugotovili, da le top ni dovolj in so podmornice dobile še torpedne cevi.
Sam koncent topa na ladji se je ohranil med prvo in drugo svetovno vojno, medtem ko podmornice od druge polovice 20. stoletja nimajo več topov.